# Coup de foudre à Manhattan
Pour plus de détails, voir Fiche technique et Distribution.
Coup de foudre à Manhattan ou Romance à Manhattan au Québec (Maid in Manhattan) est un film américain de Wayne Wang sorti en 2002.

## Synopsis
Marisa Ventura (Jennifer Lopez) est une mère célibataire qui travaille comme femme de ménage dans un hôtel chic de Manhattan, et qui rêve d'une vie meilleure pour elle et son jeune fils Ty (Tyler Posey). Un jour, par jeu, sa collègue et amie Stephanie lui fait enfiler une tenue d'une des plus riches clientes de l'hôtel, Caroline Lane (Natasha Richardson). Marisa savoure ce moment jusqu'à l'arrivée impromptue d'un client de l'hôtel et candidat au sénat, Christopher Marshall (Ralph Fiennes), qui rentre dans la chambre sans prévenir. C'est le coup de foudre. Après une délicieuse soirée passée ensemble, tous deux tombent amoureux l'un de l'autre.
Marisa, mal à l'aise et consciente du pétrin dans lequel Stephanie l'a entrainée, continue d'endosser le rôle de Caroline Lane. De son côté, la vraie Caroline Lane cherche absolument à mettre le grappin sur le sénateur. Lorsque la véritable identité de Marisa est mise à jour, les questions de classes sociales et de statut menacent de les séparer. La jeune femme est licenciée dans la foulée. Deux personnes venant de mondes très différents peuvent-elles surmonter leurs différences et vivre heureuses ?

## Fiche technique
- Titre français : Coup de foudre à Manhattan
- Titre original : Maid in Manhattan
- Réalisation : Wayne Wang
- Production : Elaine Goldsmith-Thomas et Paul Schiff (en)
- Scénario : John Hughes (histoire, sous le pseudonyme d'Edmond Dantes) et Kevin Wade (en) (scénario)
- Décors : Jane Musky
- Image : Karl Walter Lindenlaub
- Musique : Alan Silvestri
- Chanson : I'm Coming Out de Diana Ross
- Montage : Craig McKay
- Pays : États-Unis
- Durée : 105 minutes
- Genre : Romance, Comédie
- Format : couleur
- Dates de sortie :
  - États-Unis : 13 décembre 2002
  - France : 12 mars 2003

## Distribution
- Jennifer Lopez (VF : Annie Milon ; VQ : Christine Bellier) : Marisa Ventura
- Ralph Fiennes (VF : Bernard Gabay ; VQ : Alain Zouvi) : Chris Marshall
- Natasha Richardson (VF : Natacha Muller ; VQ : Élise Bertrand) : Caroline Lane
- Stanley Tucci (VF : Pierre Tessier ; VQ : Jean-Marie Moncelet) : Jerry Siegel
- Bob Hoskins (VF : Michel Fortin ; VQ : Yves Massicotte) : Lionel Bloch, Beresford Butler
- Priscilla Lopez (VF : Denise Metmer ; VQ : Anne Caron) : Veronica Ventura
- Tyler Posey (VQ : Dominique Ducharme) : Ty Ventura
- Frances Conroy (VQ : Élizabeth Lesieur) : Paula Burns
- Chris Eigeman (VQ : Jacques Lavallée) : John Bextrum, Personnel Manager
- Amy Sedaris (VF : Véronique Alycia ; VQ : Julie Saint-Pierre) : Rachel Hoffberg
- Marissa Matrone (VQ : Isabelle Leyrolles) : Stephanie Kehoe, la meilleure amie et collègue de Marisa
- Lisa Roberts Gillan (VQ : Marjorie Smith) : Cora
- Maddie Corman (VQ : Johanne Léveillé) : Leezette
- Sharon Wilkins (VQ : Madeleine Arsenault) : Clarice, collègue de Marisa
- Jayne Houdyshell : Carmen